# 1981
1981 (MCMLXXXI) je bilo navadno leto, ki se je po gregorijanskem koledarju začelo na četrtek.

## Dogodki
- 1. januar – Grčija postane članica Evropske skupnosti, kasnejše Evropske unije.
- 24. februar – Čilski predsednik Augusto Pinochet zapriseže in začne svoj drugi osemletni predsedniški mandat.
- 30. marec – neuspešen atentat na ameriškega predsednika Ronalda Reagana.
- 13. maj – neuspešen atentat na papeža Janeza Pavla II. v Rimu.
- 21. maj – François Mitterrand postane francoski predsednik.
- 26. maj – zaradi razkritja povezav s fašistično prostozidarsko ložo Propaganda Due odstopi italijanska vlada.
- 5. junij – Ameriški Centri za preprečevanje in nadzor nad nalezljivimi boleznimi (Centers for disease control and prevention, kratica CDC) objavijo, da je pet homoseksualcev iz Los Angelesa zbolelo za redko obliko pljučnice, ki prizadene ljudi z oslabljenim imunskim sistemom, kar je prvi potrjen primer Aidsa na svetu.
- 7. junij – Izraelsko vojno letalstvo izvede operacijo Opera, v kateri uniči iraški jedrski reaktor Osirak.
- 17. julij – Izraelski bombniki uničijo PLO-jev štab v Bejrutu.
- 29. julij – poroka Diane Spencer (Lady Di) in princa Charlesa.
- 1. avgust – oddajati prične MTV.
- 28. avgust – Južnoafriška vojska vdre v Angolo.
- 18. september – Francija ukine smrtno kazen.
- 20. september – Belize postane samostojna država.
- 27. september – med Parizom in Lyonom prične voziti hitri vlak TGV.
- 6. oktober – Khalid Islambuli s skupino somišljenikov iz organizacije Skupina islamskega džihada uspešno izvede atentat na egiptovskega predsednika Anvarja Sadata.
- 14. oktober – Hosni Mubarak postane egiptovski predsednik, teden po atentatu na njegovega predhodnika Anvarja Sadata.
- 15. oktober – ustanovitev thrash metal skupine Metallica.
- 1. november – Antigva in Barbuda se osamosvoji izpod Združenega Kraljestva.
- 1. december – let 1308 Inex-Adrie Avioprometa trči v goro med pristajanjem v Ajacciu na Korziki – umre vseh 180 potnikov in članov posadke, večinoma slovenskih turistov.

## Rojstva
- 25. januar – Toše Proeski, makedonski pevec († 2007)Gustavo Dudamel
- 26. januar – Gustavo Dudamel, venezuelski dirigent
- 28. januar – Elijah Wood, ameriški filmski igralec
- 17. februar – Paris Hilton, ameriška filmska igralka, pevka in fotomodel
- 14. marec – Jan Polák, češki nogometaš
- 12. marec – Katarina Srebotnik, slovenska tenisačica
- 1. april – Bjørn Einar Romøren, norveški smučarski skakalec
- 19. april – Dmytro Kuleba, ukrajinski politik
- 25. april – Felipe Massa, brazilski dirkač Formule 1
- 25. april – Anja Pärson, švedska alpska smučarka
- 9. maj – Dejan Levanič, slovenski politik
- 9. junij – Natalie Portman, ameriška filmska igralka
- 25. junij – 
  - Simon Ammann, švicarski smučarski skakalec
  - Beti Hohler, slovenska pravnica
- 7. julij – Omar Naber, slovenski glasbenik
- 14. julij – Matti Hautamäki, finski smučarski skakalec
- 16. julij – Robert Kranjec, slovenski smučarski skakalec
- 29. julij – Fernando Alonso, španski dirkač Formule 1
- 30. julij – Nicky Hayden, ameriški motociklistični dirkač († 2017)
- 8. avgust – Roger Federer, švicarski tenisač
- 4. september – Beyoncé Knowles, ameriška filmska igralka, pevka in fotomodel
- 22. september – Joci Pápai, madžarski pevec
- 24. september – Nana Forte, slovenska skladateljica in sopranistka
- 27. september – Tomáš Petříček, češki politik
- 9. oktober – Urška Žolnir, slovenska judoistka
- 30. november – Andrej Murenc, slovenski dramski igralec
- 2. december – Britney Spears, ameriška pop pevka
- 13. december – Amy Lee, ameriška pevka in glasbenica

## Smrti
- 23. marec – Mike Hailwood, britanski avtomobilski in motociklistični dirkač (* 1940)
- 8. april – Omar Nelson Bradley, ameriški general (* 1893)
- 25. april – Danilo Švara, slovenski skladatelj (* 1902)
- 8. maj – Jože Brilej, slovenski politik in diplomat (* 1910)
- 11. maj – Bob Marley, jamajški pevec reggaeja, glasbenik (* 1945)
- 12. avgust – Aleš Bebler, slovenski španski borec, partizan, politik, general, diplomat in narodni heroj (* 1907)
- 1. september – Albert Speer, nemški arhitekt in politik (* 1905)
- 8. september – Hideki Jukava, japonski fizik in nobelovec (* 1907)
- 9. september – Jacques Lacan, francoski psihoanalitik (* 1901)
- 3. oktober – Tadeusz Kotarbiński, poljski logik in filozof (* 1886)
- 6. oktober – Anvar Sadat, egiptovski predsednik, nobelovec 1978 (* 1918)
- 3. november – Edvard Kocbek, slovenski pesnik in politik (* 1904)
- 14. november – Anton Podbevšek, slovenski pesnik in esejist (* 1898)
- 29. december – Miroslav Krleža, hrvaški pisatelj in enciklopedist (* 1893)

## Nobelove nagrade
- Fizika – Nicolaas Bloembergen, Arthur Leonard Schawlow, Kai Manne Börje Siegbahn
- Kemija – Kenichi Fukui, Roald Hoffmann
- Fiziologija ali medicina – Roger Wolcott Sperry, David H. Hubel, Torsten Wiesel
- Književnost – Elias Canetti
- Mir – Pisarna visokega komisarja OZN za begunce